# Nadine Bismuth
Pour les articles homonymes, voir Bismuth (homonymie).
Nadine Bismuth, née le 15 juillet 1975 à Montréal, est une femme de lettres québécoise.

## Biographie
Fille d'un père d'origine judéo-tunisienne et d'une mère québécoise, elle obtient en 1999 une maîtrise en littérature française de l'Université McGill (Montréal). La même année, elle publie Les gens fidèles ne font pas les nouvelles, un recueil de nouvelles qui remporte en 2000 le prix littéraire Adrienne-Choquette et le prix des libraires du Québec.
À quelques reprises, Nadine Bismuth a été participante au festival littéraire Metropolis bleu.
Nadine Bismuth collabore aux magazines Urbania et L'actualité. En 2014, elle publie son premier livre pour la jeunesse intitulé La princesse Beau Dodo aux Éditions de la Bagnole.

## Œuvre

### Romans
- Scrapbook (2004)
- Un lien familial ([2]318 pages) (2018)

### Recueils de nouvelles
- Les gens fidèles ne font pas les nouvelles (1999)
- Êtes-vous mariée à un psychopathe ? (2009)

### Livres jeunesse
- La princesse Beau Dodo (ill. Annie Carbonneau), Éditions De la Bagnole, 2014 (ISBN 9782897140526)

### Séries télé
- Un lien familial
- Au secours de Béatrice (collaboration)
- En thérapie (adaptation québécoise)
- Indéfendable (collaboration, saison 1)

## Honneurs
- Prix littéraire Adrienne-Choquette (2000) pour Les gens fidèles ne font pas les nouvelles
- Prix des libraires du Québec (2000) pour Les gens fidèles ne font pas les nouvelles